# 96式戦車
96式戦車（96しきせんしゃ、別名：88C式戦車（96式主战坦克、ZTZ-96/ZTZ-88C/WZ-122H）は、中国の主力戦車。世代としては第2世代に属し、事実上中国における最後の第2世代戦車である。2020年時点で96式戦車を約1,000両及び96A式戦車を約1,500両保有している。

## 概要
第3世代主力戦車である98式戦車や99式戦車が、制式化以前より全面的な配備がその生産コストの高さから難しいことが予想されたため、88式戦車をベースに85-IIM/85-IIAP式戦車の技術を取り入れた比較的低コストの戦車として開発された。1996年に制式採用され、旧式化した59式戦車や69/79式戦車を補う形で大量生産された。
近年では第3世代戦車に当たる99式戦車の技術をフィードバックした96A式戦車も登場し、既存型の改修も同時に行われている。また、近年では96A式戦車にエンジンや射撃管制システム、トランスミッションなど多岐にわたる改良を加えた96B式戦車も登場し、2016年の戦車バイアスロンで初めてお披露目された。
第2世代以降の西側主力戦車が50tを超える重量を持つものが多い中、本戦車の重量は42.5tに抑えられている。そのため、50tを超える98式戦車や99式戦車と異なり、既存の59式戦車用の輸送車両での移送が可能である。
85式戦車と同じく溶接砲塔を採用しており、車体と砲塔の前面部は複合装甲を採用。この複合装甲はモジュラー方式であるため、被弾した際の装甲交換作業や新しい複合素材が開発された際のアップグレードも容易になっている。一説では最新鋭の99式戦車との互換性もあり、同じ規格の装甲を共有できるとされている。96A式戦車では、前面にドイツ連邦軍のレオパルト2A5/A6に見られる楔形装甲が搭載され、外観イメージが一新された。この楔形装甲は運動エネルギー弾であるAPFSDS弾に効果があるとされ、各国でもその採用が検討されている。また、必要に応じてERAも取り付けられる。
エンジンは、当初85-IIM式戦車と同じ12150ZLBW水冷ディーゼルエンジン（730hp）であったが、G型からは165型V型8気筒水冷ディーゼルエンジン、または150型V型12気筒水冷ディーゼルエンジン（1,000hp）に変更された。最高速度は57km/hから65km/hへと向上しており、0-32km/hへ14秒で加速可能となった。96式戦車はエンジンの搭載にパワーパック方式を採用し、メンテナンス時は40分程度でエンジン換装が可能である。
|          | 99式                                           | 96式                                                    | 88式                                                    | 80式                                                    | 69/79式                                                   | 59式                                |
| -------- | ---------------------------------------------- | ------------------------------------------------------- | ------------------------------------------------------- | ------------------------------------------------------- | --------------------------------------------------------- | ----------------------------------- |
| 画像     |                                                |                                                         |                                                         |                                                         |                                                           |                                     |
| 世代     | 第3世代                                        | 第2.5世代                                               | 第2世代                                                 | 第2世代                                                 | 第1世代                                                   | 第1世代                             |
| 全長     | 11 m                                           | 10.65 m                                                 | 9.32 m                                                  | 9.32 m                                                  | 9.22 m                                                    | 9 m                                 |
| 全幅     | 3.4 m                                          | 3.3 m                                                   | 3.37 m                                                  | 3.37 m                                                  | 3.29 m                                                    | 3.27 m                              |
| 全高     | 2.4 m                                          | 2.3 m                                                   | 2.29 m                                                  | 2.29 m                                                  | 2.8 m                                                     | 3.27 m                              |
| 重量     | 54 t（99A式）                                  | 42.5 t                                                  | 38.5 t                                                  | 38 t                                                    | 36.5 / 37.5                                               | 36 t                                |
| 主砲     | 48口径125mm滑腔砲                              | 48口径125mm滑腔砲                                       | 51口径105mmライフル砲                                   | 51口径105mmライフル砲                                   | 56口径100mmライフル砲 (69式) 51口径105mmライフル砲 (79式) | 56口径100mmライフル砲               |
| 副武装   | 12.7mm重機関銃×1 7.62mm機関銃×1 対戦車ミサイル | 12.7mm重機関銃×1 7.62mm機関銃×1                         | 12.7mm重機関銃×1 7.62mm機関銃×1                         | 12.7mm重機関銃×1 7.62mm機関銃×1                         | 12.7mm重機関銃×1 7.62mm機関銃×1                           | 12.7mm重機関銃×1 7.62mm機関銃×1     |
| 装甲     | 複合+ERA                                       | 複合                                                    | 鋳造・溶接鋼板 (一部複合)                               | 鋳造・溶接鋼板                                          | 鋳造・溶接鋼板                                            | 鋳造・溶接鋼板                      |
| エンジン | 水冷4ストローク V型12気筒ディーゼル            | 液冷4ストローク V型12気筒スーパーチャージド・ディーゼル | 液冷4ストローク V型12気筒スーパーチャージド・ディーゼル | 液冷4ストローク V型12気筒スーパーチャージド・ディーゼル | 水冷4ストローク V型12気筒ディーゼル                       | 水冷4ストローク V型12気筒ディーゼル |
| 最大出力 | 1,200 hp 1,500 hp（A型）                       | 1,000 hp                                                | 730 hp                                                  | 730 hp                                                  | 580 hp                                                    | 520 hp                              |
| 最高速度 | 70 km/h                                        | 65 km/h                                                 | 57 km/h                                                 | 57 km/h                                                 | 50 km/h                                                   | 45 km/h                             |
| 懸架方式 | トーションバー                                 | トーションバー                                          | トーションバー                                          | トーションバー                                          | トーションバー                                            | トーションバー                      |
| 乗員数   | 3名                                            | 3名                                                     | 4名                                                     | 4名                                                     | 4名                                                       | 4名                                 |
| 装填方式 | 自動                                           | 自動                                                    | 手動                                                    | 手動                                                    | 手動                                                      | 手動                                |
| C4I      | 不明                                           | ×                                                       | ×                                                       | ×                                                       | ×                                                         | ×                                   |

## 武装
ソ連主力戦車の標準装備である2A46系の125mm滑腔砲を搭載。砲弾は分離装薬型で、カセトカ自動装填装置により1分間に6-8発を発射可能である。初速は1,730m/sec、最大射程は2,500-3,000m。現代の主力戦車の標準となっているHEAT弾、HE弾、APFSDS弾、HE-FRAG弾などの各種砲弾を使用可能。さらに、9M119 レフレークス対戦車ミサイルを砲身から発射可能。9M119は最大射程5,000mで均質圧延式鋼板に換算して700mmの貫通力があるとされるも、1発500万円近くするため、1両当たりの搭載数も少ない。
砲身のぶれを制動する機能が低いようで行進間射撃能力は期待できないが、攻防速のスペックではロシア本国仕様のT-72に相当する能力を有しているとされる。また、最近では改良型の96G式戦車において、暗視装置を微光増幅式から第二世代の熱線映像式に換装し、原型に比べて夜間における探知距離を大幅に延伸することに成功した。

## バリエーション
96式戦車（ZTZ-96, 88C式戦車）
88式戦車を元に開発された96式の基本型。
96G式戦車
エンジンを165型V型8気筒水冷ディーゼルまたは150型V型12気筒水冷ディーゼルに換装した型。
96A式戦車（ZTZ-96A）
砲塔前面の装甲を変更し、暗視装置を第2世代の熱線映像式に換装した発展型。
96B式戦車（ZTZ-96B）
2016年の戦車バイアスロンに参加したA型からの改造型。
VT-2
96A式をベースに開発された輸出用戦車。ユーザーの要求に応じて、4種類のバリエーションが用意されている。
VT-2A
2016年の珠海航空ショーで公開された96B式の輸出仕様。砲塔上の機銃をRWSに変更している。
新型装甲工兵車（名称不明）
本車の車体をベースとした装甲工兵車。車体左部に箱型の乗員区画を増設、車体前部に分割式大型ドーザー、車体上部右部にショベルアームを装備しているのが確認できる。詳細は不明。

新型戦車橋
　　本車の車体に戦車橋を搭載した架橋戦車。詳細不明。
新型履帯式装甲回収車  (VME102-40)
　　本車の車体ベースとした装甲回収車。車体左部に箱型の乗員区画を増設。車体右部にクレーン、車体前部にドーザーを配置しているのが確認できる。
96A式中型戦車回収牽引車
本車の車体ベースとした装甲回収車。VME102-40と装備は似通っているが細部が異なる。

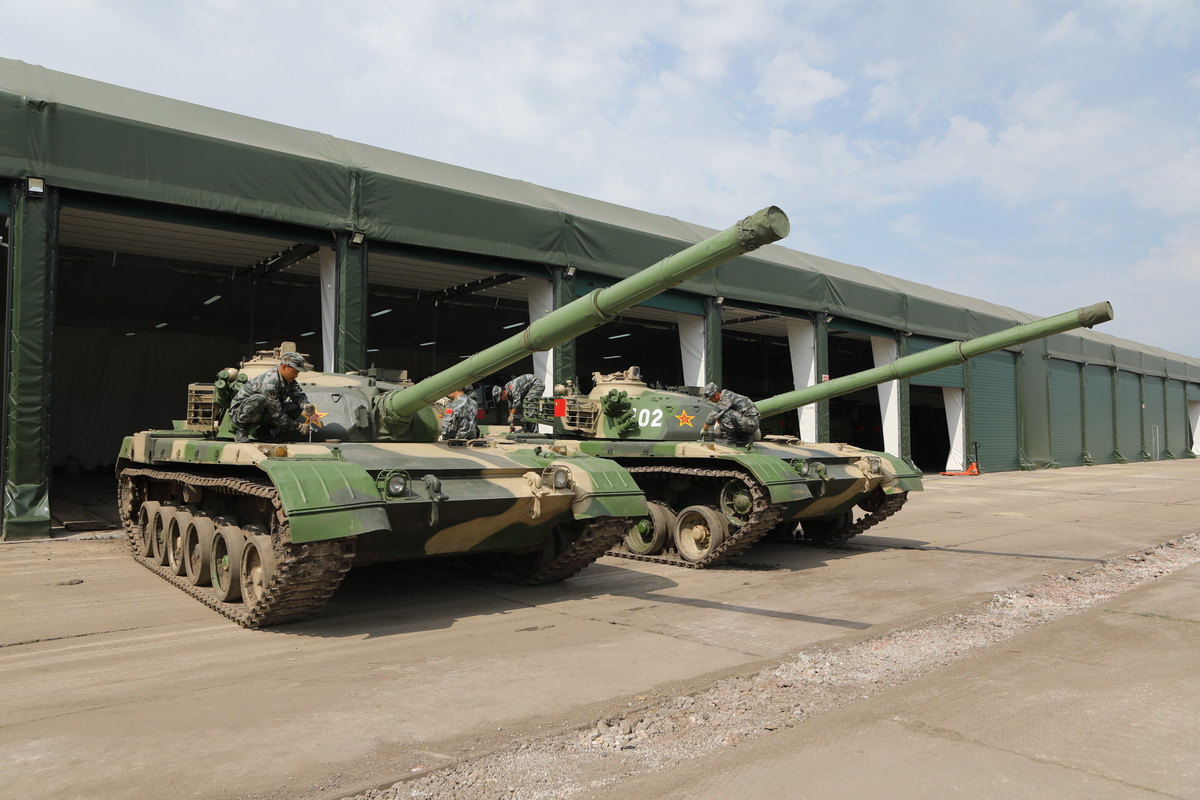
2017年のロシア国際戦技競技会REMBAT2017に参加した96式戦車
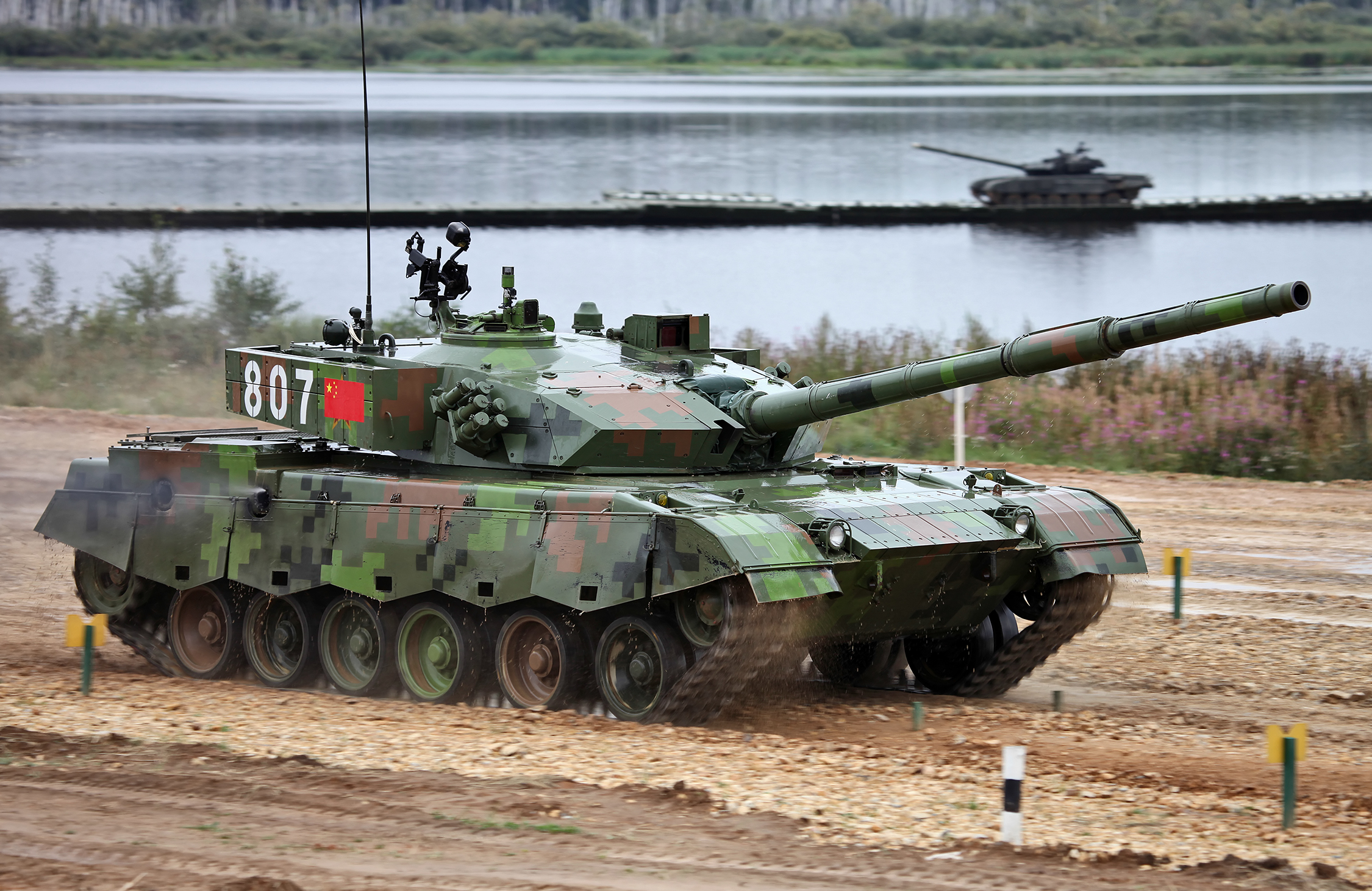
2014年の戦車バイアスロンに参加した96A式戦車
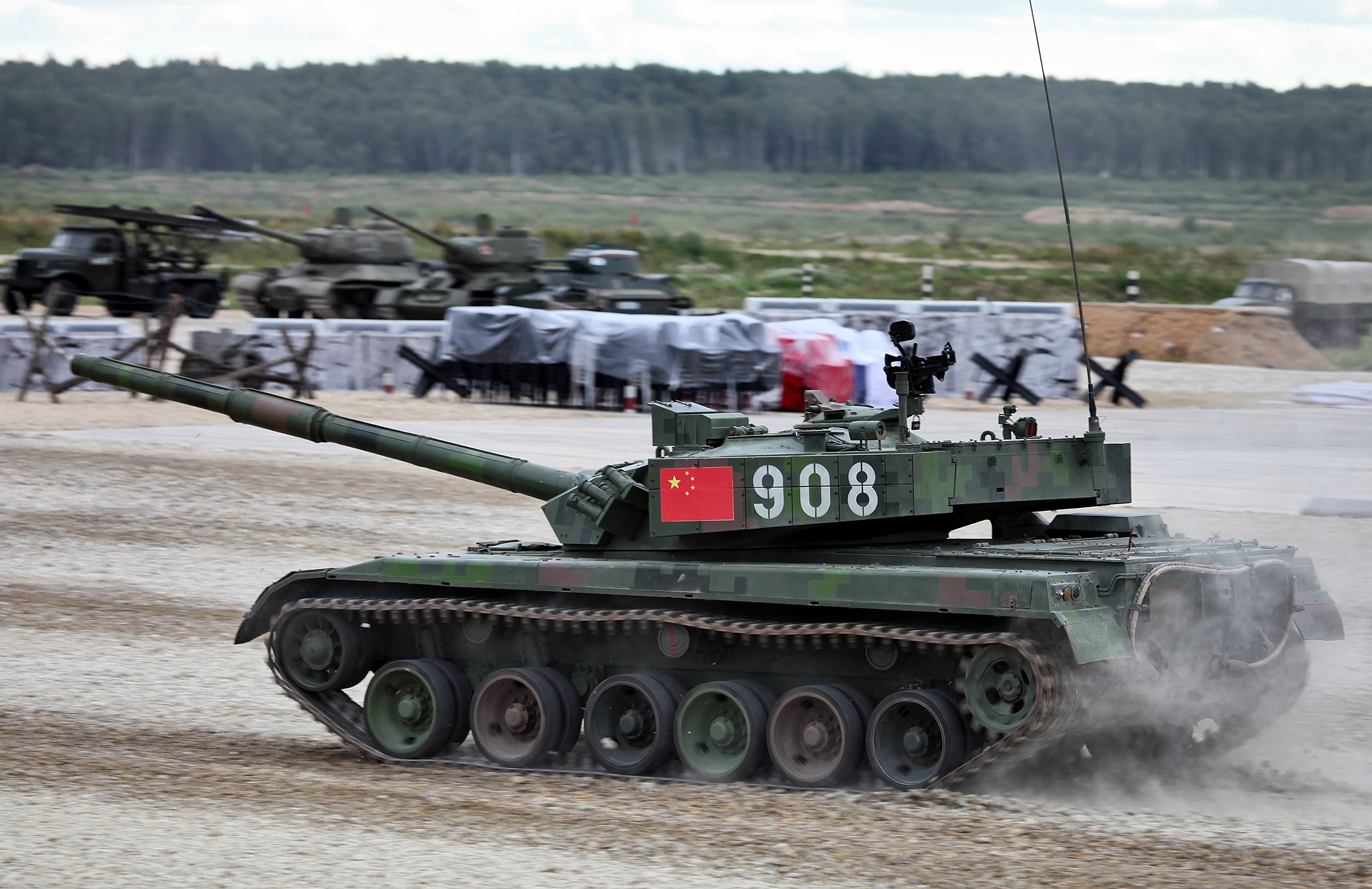
2015年の戦車バイアスロンに参加した96A式戦車
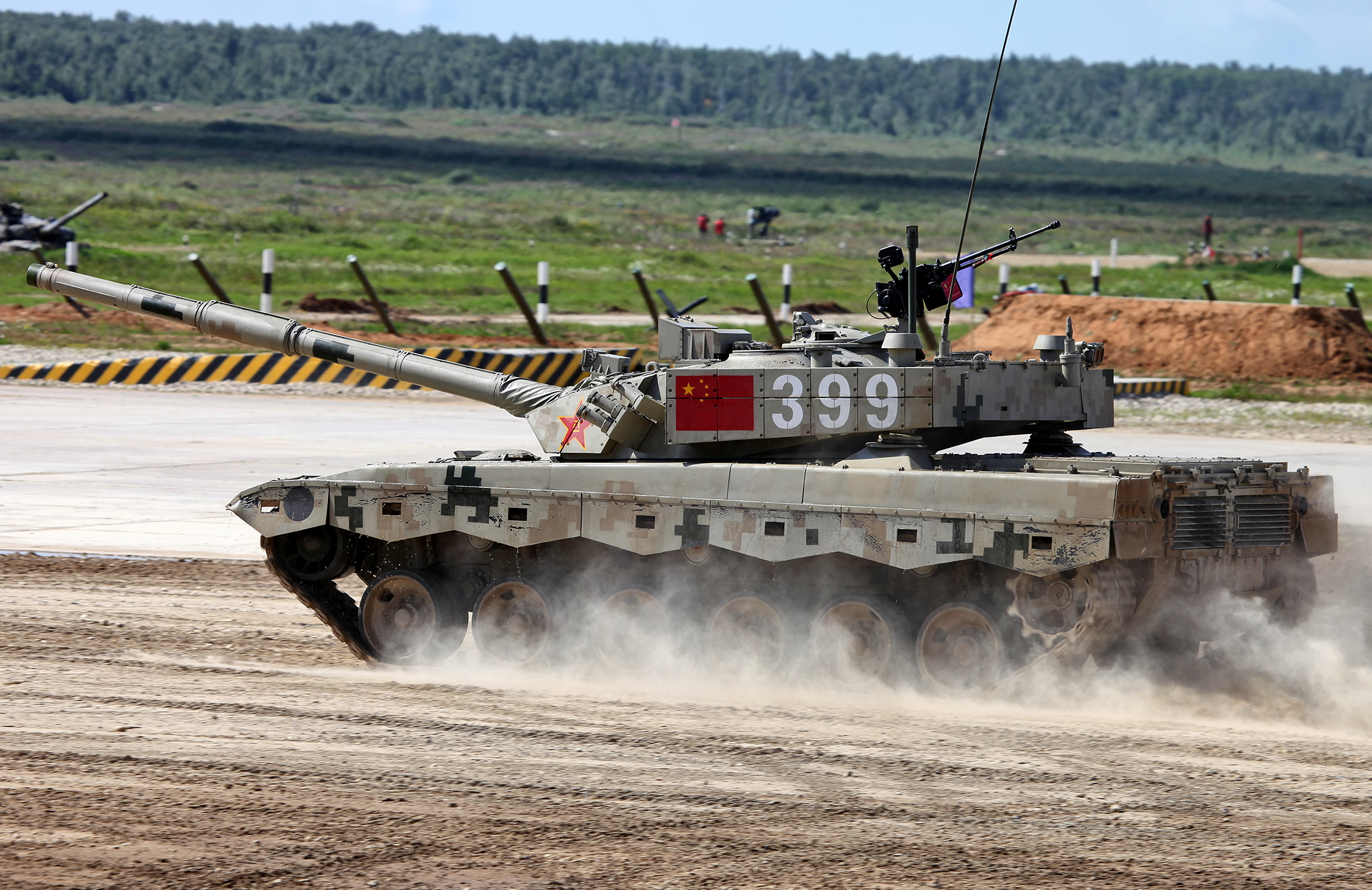
2017年の戦車バイアスロンに参加した96B式戦車

## 輸出
2007年1月時点でタイ王国が既に100両余りを購入する事を表明していたが、最終的には2008年に契約不成立となった。
また、スーダンにも輸出されており、2012年に破壊された南スーダンのT-72の写真が公開され、96式による初めての戦果ではないかと報道された。

## 採用国
- 中華人民共和国
- スーダン

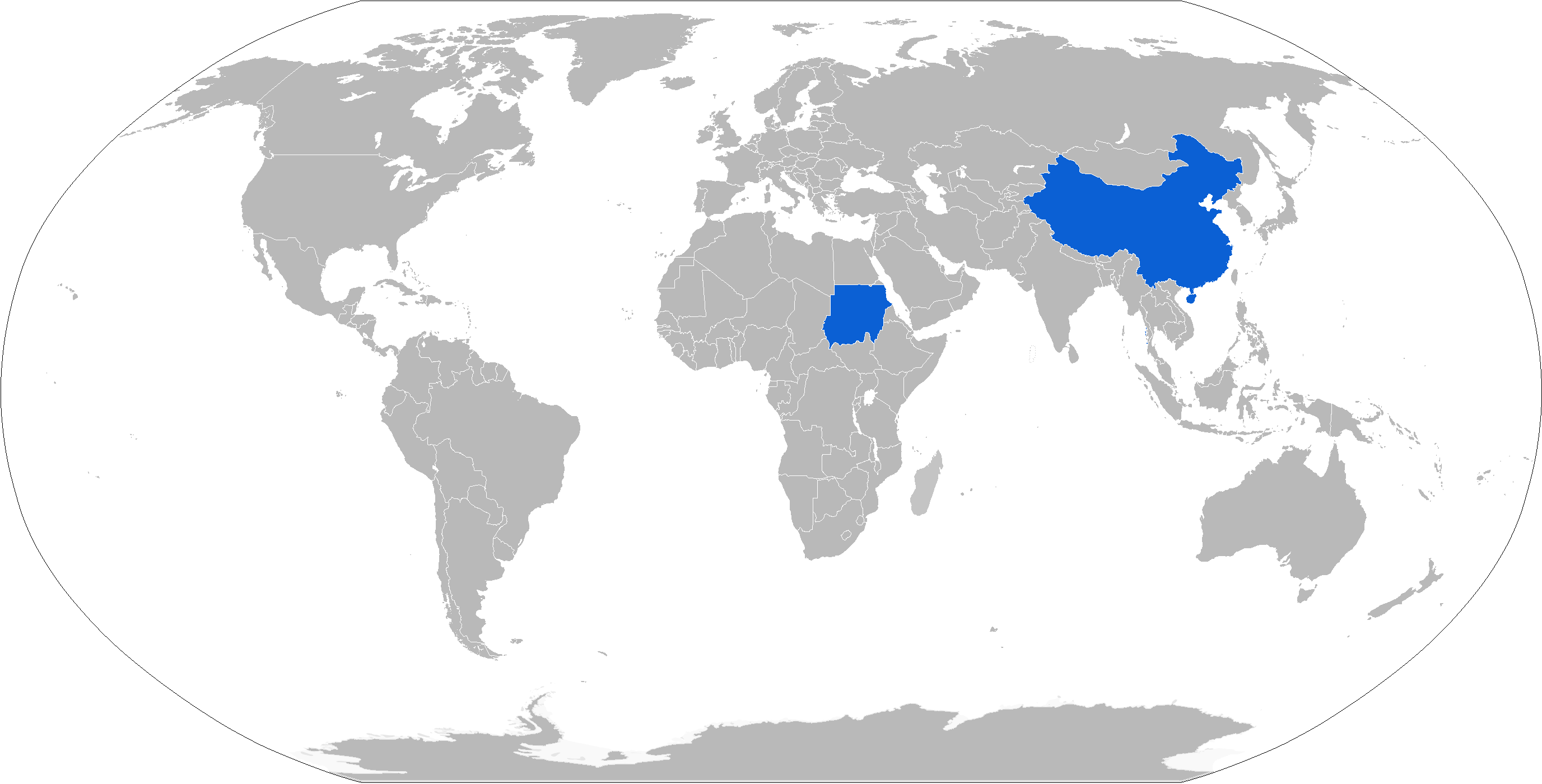
96式戦車の採用国（青色）

- タンザニア - 2024年時点で、タンザニア陸軍が少なくとも1両のVT-2を保有[3]。